# Filtre d'aire

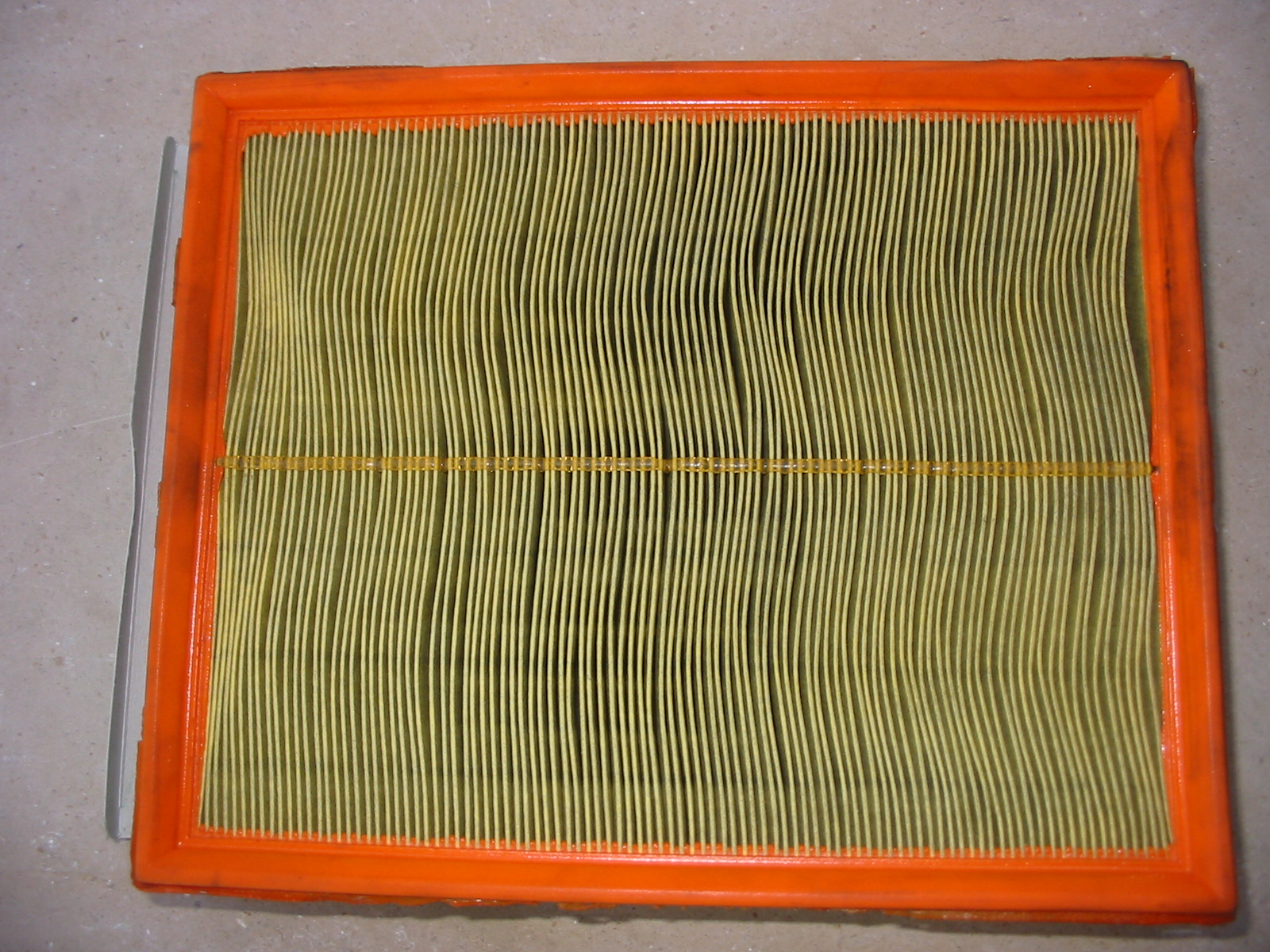
Filtre d'aire usat d'un automòbil, costat net

Un filtre d'aire és un dispositiu compost per materials fibrosos que elimina partícules sòlides contingudes en l'aire com la pols, el pol·len i fins i tot microbis. Un filtre d'aire químic consta d'un absorbent per a l'eliminació de contaminants transportats per l'aire tals com els compostos orgànics o l'ozó. Les partícules de l'aire se separen mitjançant la filtració a causa del tamisat del mitjà filtrant, per la inèrcia o a causa de la càrrega electroestàtica existent sobre les partícules (especialment en les partícules més fines).
Els filtres d'aire s'utilitzen en aplicacions en les quals la qualitat de l'aire és important, en particular en els sistemes de ventilació d'edificis i en motors. Alguns edificis com les aeronaus i altres entorns creats per l'home (satèl·lits i llançadores espacials) utilitzen filtres constituïts d'escumes, paper o fibres de vidre creuades. Altres mètodes utilitzen fibra o elements amb càrrega elèctrica estàtica que atrauen les partícules de pols.

## Constitució i tipus de filtres
Llits de partícules agregades
Els filtres de llits de partícules agregades estan formats per partícules de mida uniforme, de materials tals com la sorra o la grava, de forma que en disminuir la mida de les partícules agregades augmenta la seva eficàcia. Però aquests tipus de filtres només presenten una bona eficàcia quan el contingut d'humitat dels gasos és baix, perquè si no el filtre podria quedar bloquejat. Una aplicació recent que utilitza llits de sorra fina, de 2 m de profunditat, és per a filtrar partícules fines de materials radioactius procedents de gasos residuals.
Filtres de paper
Els filtres de paper utilitzen paper porós com a mitjà filtrant i poden separar amb una alta eficàcia partícules inferiors a 1 µm, segons la textura del paper. Es poden utilitzar per a eliminar pràcticament tota la matèria suspesa en l'aire, inclosos els bacteris, de forma que l'aire que abandona el filtre està lliure de contaminants sòlids. Però, les seves aplicacions són preferents a temperatures baixes, on les concentracions de pols són inferiors a 5 mg·m-3. Aquest tipus de filtre requereix un gas particularment net més que per a les necessitats del control industrial de la contaminació.
Materials o estores fibroses
Estan formats per fibres, tant naturals (cotó, llana) com sintètiques (niló), o vidre. De fet, es poden construir de qualsevol material susceptible de ser disposat en forma fibrosa, incloses les fibres metàl·liques, tals com l'acer inoxidable. Les fibres s'acostumen a muntar constituint estores entre plaques de suport de tela metàl·lica o d'un metall perforat. Les característiques d'aquests filtres varien segons la profunditat del filtre, el tipus de material i la seva densitat. Només eliminen el material més gros que constitueix l'aire, però quan la densitat del farcit és tal que la pèrdua de pressió augmenta fins a 15 a 30 cm d'aigua, són possibles altes eficàcies de recol·lecció per a materials molt fins, incloses les boires àcides submicroscòpiques procedents de les fàbriques d'àcid sulfúric.
Filtres de tela
Amb aquest tipus de filtre es poden tractar grans volums de gas amb elevades concentracions de pols. El mitjà filtrant està format per materials de tela de cotó o feltre, manufacturats a partir de fibres naturals o sintètiques. Un gran avantatge d'aquests filtres és que la concentració de pols o la velocitat de filtració no afecta molt a l'eficàcia.

## Aplicacions i usos
Les preses d'aire de motors de combustió interna o de compressors acostumen a utilitzar filtres de paper, d'escuma o cotó, mentre que els filtres banyats en oli han anat desapareixent. La tecnologia per als filtres en les preses d'aire de turbines de gas ha avançat significativament en els últims anys gràcies a les millores en l'aerodinàmica i la dinàmica de fluids.

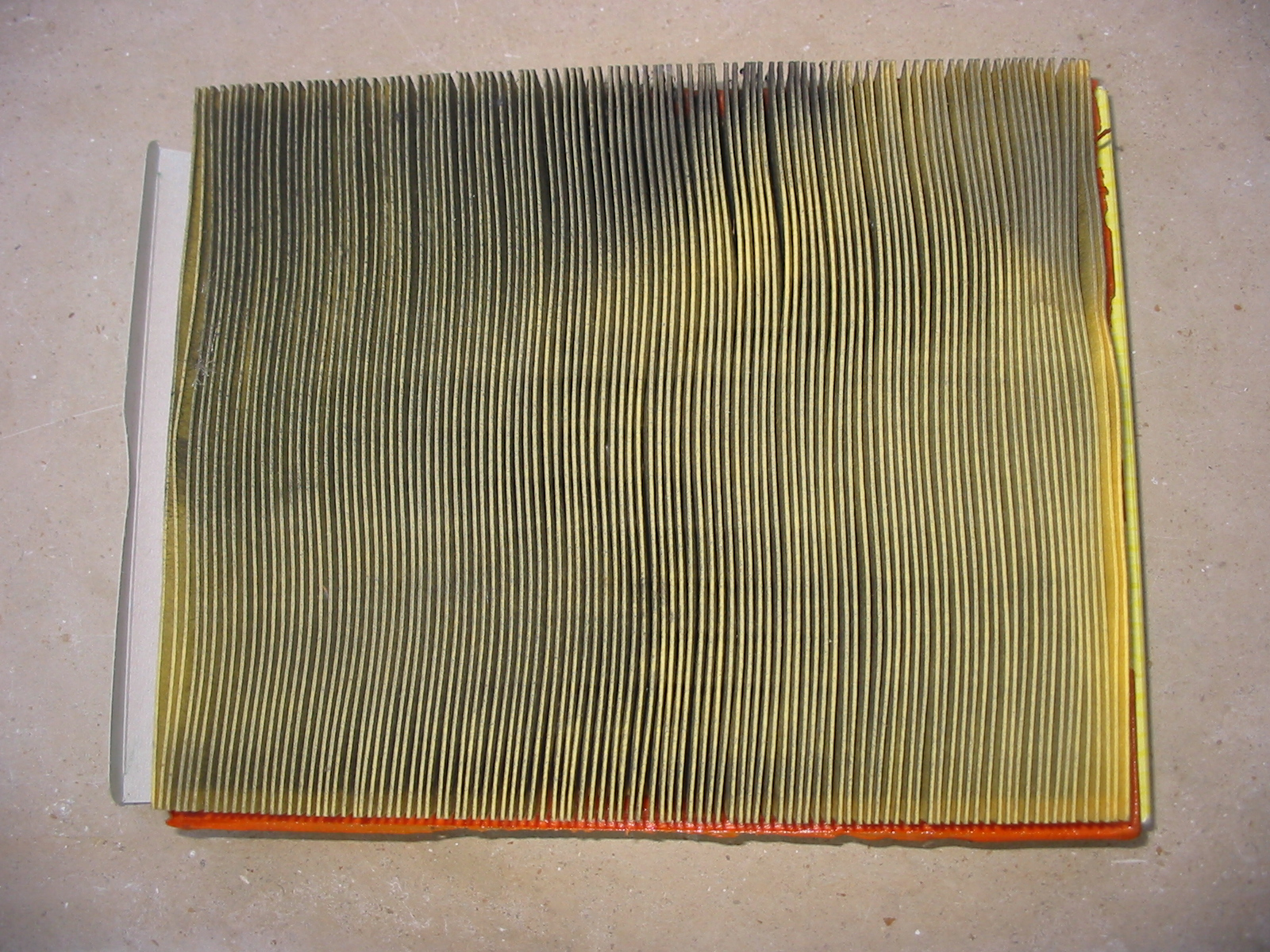
Filtre d'aire usat d'un automòbil, costat brut.

Filtres d'aire en motors de combustió interna
Els filtres d'aire en motors de combustió interna eviten que matèries abrasives penetrin en el cilindre del motor, ja que podrien provocar un desgast mecànic o podrien contaminar l'oli del motor. Els filtres de paper plegats són la millor opció per a l'enginyeria de l'automòbil per la seva eficiència, el seu fàcil manteniment i el seu baix cost. Entre les aplicacions d'aquest tipus de filtres es troben els motors d'equips de construcció. La majoria dels vehicles amb injecció de combustible tenen un filtre de paper, però els filtres també poden ser d'escuma, de cotó o filtres banyats en oli.
Els filtres d'oli humit d'escuma de poliuretà també s'utilitzen en la fabricació de filtres per a automòbils. Depenent del grau i del gruix de l'escuma utilitzada, els filtres poden presentar una mínima restricció al flux d'aire o una elevada capacitat de brutícia. I és per aquesta última característica per la qual són molt utilitzats en ral·lis i en altres aplicacions d'automobilisme on els nivells de pols són elevats. Antigament l'escuma era utilitzada en els filtres d'aire de motors petits, com les màquines per tallar gespa, però recentment els filtres de paper els han substituït en gran manera.
En el passat, les gases de cotó no s'utilitzaven com a filtres d'aire en automòbils, però ara s'utilitzen cada vegada més en el mercat dels filtres d'aire per automòbils comercialitzats com a articles d'alt rendiment.

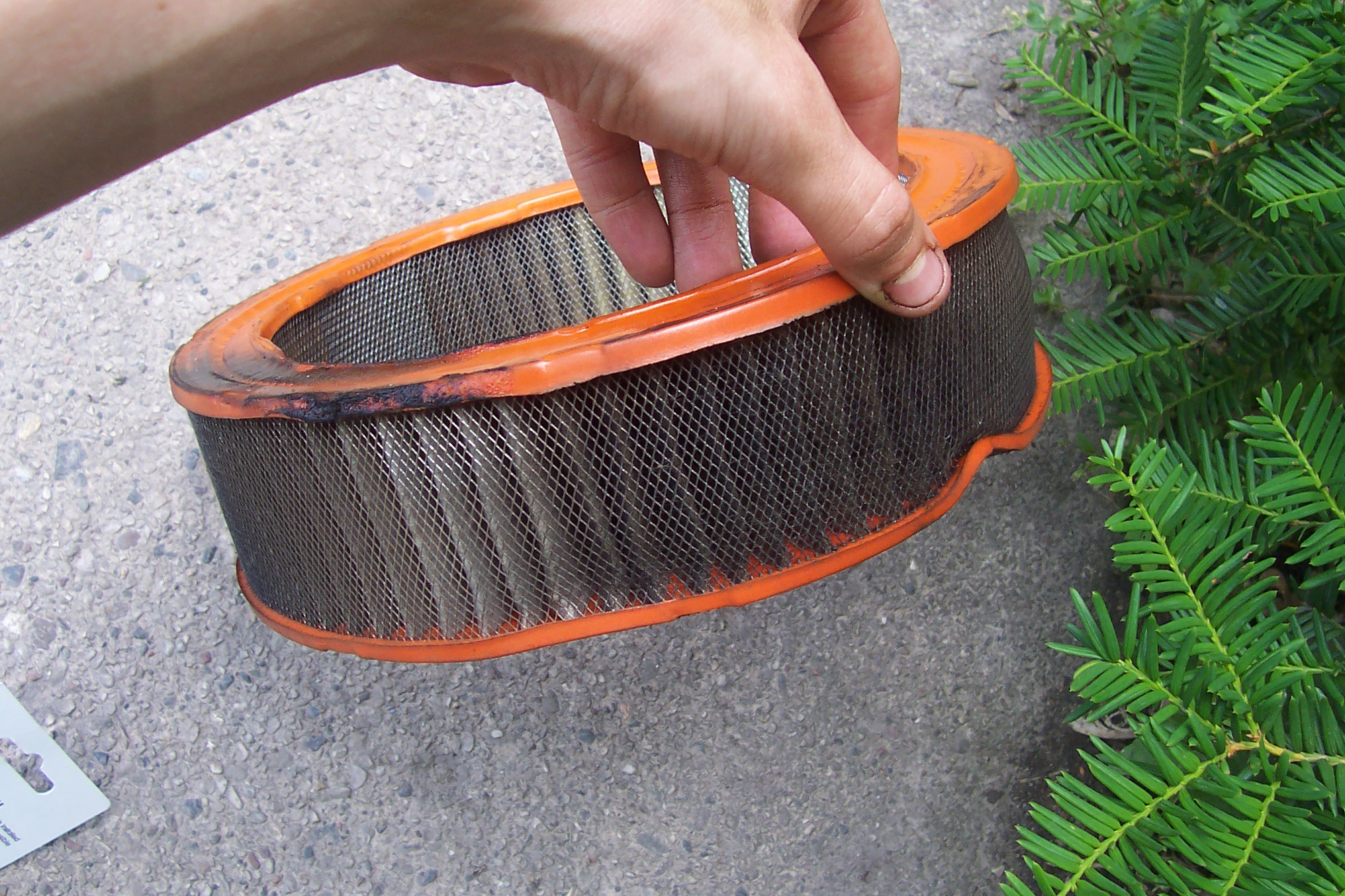
Filtre d'aire d'un automòbil obstruït per la brutícia i la pols

Els filtres banyats en oli consten d'un embornal que conté un bassal d'oli i una inserció que s'omple amb fibra, malla, escuma o un altre mitjà de filtració. L'estructura d'aquest tipus de filtres fa que l'aire l'hagi de recórrer en una sèrie de girs, els quan fan que vagi a una gran velocitat a través de la superfície del bassal de l'oli. Les partícules de pols més grans i més pesades no poden fer aquest recorregut de girs a causa de la inèrcia i, per tant, cauen al bassal d'oli i es dipositen en el fons del recipient. En canvi, les partícules més petites i més lleugeres queden atrapades pel mitjà de filtració de la inserció, el qual està humidificat amb gotes d'oli aspirades a causa del flux d'aire.
Els filtres banyats en oli es van utilitzar molt en l'automoció i en les aplicacions de l'enginyeria de combustió interna fins a l'adopció generalitzada dels filtres de paper a principis de l'any 1960. Però aquest tipus de filtres encara s'utilitzen en vehicles de tot terreny, on es troben nivells molt elevats de pols, ja que aquests poden retenir una gran quantitat de brutícia amb relació a la seva mida, sense pèrdua d'eficiència de filtració o de flux d'aire. Això no obstant, el principal inconvenient és la neteja i el manteniment dels filtres a causa de l'oli líquid que contenen. Han de ser relativament grans per tal d'evitar una restricció excessiva a elevades taxes de flux d'aire i tendeixen a incrementar les emissions d'hidrocarburs no cremats a causa de l'aspiració d'oli quan s'utilitza en motors d'encès per espurna.
Filtres d'aire per a cabines de vehicles 
El filtre d'aire més freqüent per a aquests sistemes consta d'un filtre de paper plegat situat a l'entrada exterior de l'aire, al costat del passatger. Alguns d'aquests filtres són de formes rectangulars i semblants als filtres dels motors de combustió, mentre que altres tenen una forma específica per a acomodar-se a l'espai disponible de les entrades d'aire. Si els filtres d'aire per a cabines estan obturats o bruts poden reduir significativament el flux d'aire de les sortides de ventilació. A més, es poden introduir al·lergògens al corrent d'aire de la cabina.
Filtres d'aire per a sistemes d'aire condicionat 
L'estàndard recomanat per la indústria de la construcció i per les directrius de governs com el dels Estats Units és l'ús de filtres d'aire que compleixin uns requisits mínims. Als Estats Units el United States Department of Energy recomana un MERV (Valor d'eficàcia mínima a reportar) de 13, mentre que la ASHRAE recomana filtres d'aire amb un MERV de 6 o major per a controlar les quantitats de pol·len, floridura i pols que es troben a les bobines mullades de l'evaporador en els sistemes d'aire condicionat, ja que les bobines humides contaminades amb alts nivells de pol·len i de pols poden afavorir el creixement de colònies de floridura. Els materials utilitzats en els filtres d'aire per sistemes d'aire condicionat poden ser paper, escuma, fibres sintètiques o cotó. Aquest tipus de filtres es troben a la majoria de sistemes de flux d'aire forçat (HVAC), tot i que hi ha diferents tipus de filtres disponibles per a aquests sistemes. Molts d'ells són econòmics però poc eficients i, donat que la seva eficàcia disminueix per sobre d'un nivell de brutícia, els filtres requereixen un cert manteniment.
Però, molts dels filtres assemblats dins dels conductes en els edificis per aire condicionat i HVACs estan fets de fibres de vidre creuades. Aquest tipus de filtres no són cars, són d'un sol ús i estan disponibles en diferents densitats i mides. Els filtres de baixa densitat permeten un major flux d'aire, però filtren menys brutícia, mentre que els filtres d'elevada densitat retenen més partícules però permeten un flux d'aire menor, amb la qual cosa s'embruten abans.
El polièster o la fibra de vidre s'utilitza freqüentment per la fabricació de filtres d'aire. Tots dos materials són adequats per a temperatures de fins a 120 °C, i el seu ús és comú a aplicacions residencials, comercials i industrials. El polièster i la fibra de vidre es poden mesclar amb cotó o altres fibres per a produir un ampli espectre de característiques del material. En alguns casos, el polipropilè, de menor tolerància a altes temperatures, s'utilitza per a millorar la resistència química. Unes diminutes fibres sintètiques conegudes com a microfibres s'utilitzen en molts tipus de filtres del tipus High Efficiency Particulate Air (HEPA).

## Classes de filtres
La normalització europea reconeix la següent classificació de filtres:

| Ús                 | Classe | Rendiment | Test de rendiment | Mida de les partícules aproximadament retenció del 100% | Test Estàndard |
| ------------------ | ------ | --------- | ----------------- | ------------------------------------------------------- | -------------- |
| Filtres primaris   | G1     | 65%       | Valor mitjà       | >5 µm                                                   | BS EN779       |
| Filtres primaris   | G2     | 65–80%    | Valor mitjà       | >5 µm                                                   | BS EN779       |
| Filtres primaris   | G3     | 80–90%    | Valor mitjà       | >5 µm                                                   | BS EN779       |
| Filtres primaris   | G4     | 90%–      | Valor mitjà       | >5 µm                                                   | BS EN779       |
| Filtres secundaris | F5     | 40–60%    | Valor mitjà       | >5 µm                                                   | BS EN779       |
| Filtres secundaris | F6     | 60–80%    | Valor mitjà       | >2 µm                                                   | BS EN779       |
| Filtres secundaris | F7     | 80–90%    | Valor mitjà       | >2 µm                                                   | BS EN779       |
| Filtres secundaris | F8     | 90–95%    | Valor mitjà       | >1 µm                                                   | BS EN779       |
| Filtres secundaris | F9     | 95%–      | Valor mitjà       | >1 µm                                                   | BS EN779       |
| Semi HEPA          | H10    | 85%       | Valor mínim       | >1 µm                                                   | BS EN1822      |
| Semi HEPA          | H11    | 95%       | Valor mínim       | >0.5 µm                                                 | BS EN1822      |
| Semi HEPA          | H12    | 99,5%     | Valor mínim       | >0.5 µm                                                 | BS EN1822      |
| HEPA               | H13    | 99,95%    | Valor mínim       | >0.3 µm                                                 | BS EN1822      |
| HEPA               | H14    | 99.995%   | Valor mínim       | >0.3 µm                                                 | BS EN1822      |